# Le Chevalier de Maison-Rouge
Pour les articles homonymes, voir Le Chevalier de Maison-Rouge (homonymie).
Le Chevalier de Maison-Rouge est un roman historique d'Alexandre Dumas, publié en 1846.

## Contexte
Ce roman s'inspire de la vie d'Alexandre Gonsse de Rougeville et son implication dans le complot de l'œillet visant à faire évader Marie-Antoinette de la Conciergerie, où elle était incarcérée. Un an plus tard, Dumas écrira une pièce homonyme, Le Chevalier de Maison-Rouge (d) , qui sera jouée pour la première fois au Théâtre-Historique le 3 août 1847.

## Résumé
En 1793, sous la Révolution française, le révolutionnaire Maurice Lindey rencontre Geneviève et tombe amoureux d'elle. Or la jeune femme est mariée à un royaliste, Dixmer, dont elle partage les opinions. Le couple cache chez lui le chevalier de Maison-Rouge, recherché par la police pour avoir tenté, et de vouloir toujours, libérer la reine Marie-Antoinette de la prison du Temple. Le patriotisme de Maurice étant patent, Dixmer pousse sa femme à accueillir Maurice pour leur servir de « couverture », tout en sachant que les deux jeunes gens s'aiment. Dixmer et Maison-Rouge tentent une nouvelle fois de sauver Marie-Antoinette, mais échouent. La maison est incendiée par la police, et Geneviève se réfugie chez Maurice. Dixmer, retrouvant sa femme, lui propose de racheter son infidélité en prenant la place de la reine dans sa prison. Geneviève est arrêtée, jugée et condamnée à la guillotine. Maurice choisit de la rejoindre dans la prison afin de mourir avec elle.

## Postérité
- De la pièce homonyme fut tiré Le Chevalier de Maison-rouge, le premier feuilleton historique de la télévision française, réalisé par Claude Barma en 1963.
- Pierre Bayard reprend les personnages du roman de Dumas dans un roman intitulé Aurais-je sauvé Geneviève Dixmer ?, publié en février 2015[3] aux Éditions de Minuit.

## Adaptations

### Au cinéma
- 1914 : Le Chevalier de Maison-Rouge, film muet français d'Albert Capellani, avec Paul Escoffier, Marie-Louise Derval (d)  et Georges Dorival.
- 1953 : Le Prince au masque rouge (Il cavaliere di Maison Rouge), film italien de Vittorio Cottafavi, avec Vittorio Sanipoli, Renée Saint-Cyr, Yvette Lebon
- 1966 : Le Chevalier à la rose rouge (Rose rosse per Angelica), film franco-hispano-italien de Steno, avec Jacques Perrin, Raffaella Carrà, Michèle Girardon

### À la télévision
- 1963 : Le Chevalier de Maison-Rouge, mini-série française de Claude Barma, avec Jean Desailly, Dominique Paturel, Michel Le Royer, Anne Doat, Denise Gence et Annie Ducaux.

### Au théâtre
- 2016 : Marie-Antoinette et le Chevalier de Maison-Rouge, spectacle musical de Didier Barbelivien.